# کو جا-سونگ
کو جا-سونگ (کره‌ای: 구자성؛ زادهٔ ۲۲ سپتامبر ۱۹۹۲) بازیگر اهل کره جنوبی است.

## فیلم‌شناسی

### مجموعه‌های تلویزیونی
| سال  | عنوان              | شبکه     | نقش           | توضیحات     |
| ---- | ------------------ | -------- | ------------- | ----------- |
| ۲۰۱۷ | دریای آبی          |          | سونگ کی-سو    | ۵ قسمت      |
| ۲۰۱۸ | مبهم               | جی‌تی‌بی‌سی | کواک گی-سوک   | [ ۲ ] [ ۳ ] |
| ۲۰۱۹ | زندگی مخفی منشی من | اس‌بی‌اس   | کی ده-جو      | [ ۴ ]       |
| ۲۰۲۰ | این عشق بود؟       | جی‌تی‌بی‌سی | اوه یون-وو    |             |
| ۲۰۲۱ | درام ویژه – Siren  | کی‌بی‌اس۲  | پارک دونگ-گیو | [ ۵ ]       |

### فیلم
| سال  | عنوان                      | نقش | توضیحات |
| ---- | -------------------------- | --- | ------- |
| ۲۰۰۷ | جبهه رهایی کهکشان راه شیری |     |         |

### ورایتی شو
| سال  | عنوان                    | توضیحات                        |
| ---- | ------------------------ | ------------------------------ |
| ۲۰۱۸ | دونیا: به سوی دنیای جدید | (قسمت ۲–۹) - عضو گروه بازیگران |